# Marjoe Gortner
Hugh Marjoe Ross Gortner (Long Beach, California, 14 de enero de 1944) es un actor y expredicador evangelista de Estados Unidos.  Llamó la atención del público a fines de la década de 1940 cuando sus padres hicieron arreglos para que fuera ordenado como predicador a los cuatro años, debido a su extraordinaria habilidad para hablar. Fue el predicador más joven conocido en esa posición. Cuando era joven, predicó en el circuito de resurgimiento trayéndole celebridad al movimiento.
Se convirtió en una celebridad nuevamente durante la década de 1970 cuando protagonizó Marjoe (1972), un documental detrás de escena sobre el lucrativo negocio de la predicación Pentecostal. La obra llegó a ganar el Premio de la Academia de 1972 a la Mejor Película Documental. Este documental ahora se destaca como una de las críticas más vehementes de la predicación pentecostal.

## Primeros años
Hugh Marjoe Ross Gortner nació en 1944 en Long Beach, California, en una familia con una larga tradición evangélica. El nombre "Marjoe" es un acrónimo de los nombres bíblicos " María " y " José ". Su padre, Vernon Robert Gortner, fue un ministro evangélico cristiano de tercera generación que predicó en avivamientos. Su madre Marge, quien ha sido etiquetada como "exuberante", fue la persona que lo presentó como predicador haciendo notar su éxito cuando era niño. Vernon notó el talento de su hijo para la imitación y su desenvolvimiento hacia los extraños y los entornos públicos. Sus padres afirmaron que el niño había recibido una visión de Dios durante un baño, y él comenzó a predicar. Marjoe luego dijo que esta era una historia ficticia que sus padres lo obligaron a repetir. Afirmó que lo presionaron a hacerlo mediante el uso de episodios de ahogamiento simulado; no lo golpearon porque no querían dejar hematomas que pudieran notarse durante sus numerosas apariciones públicas.
Sus padres lo entrenaron para pronunciar sermones, con gestos dramáticos y estocadas enfáticas. Cuando tenía cuatro años, sus padres hicieron arreglos para que él realizara una ceremonia de matrimonio a la que asistió la prensa, incluidos fotógrafos de los estudios Life y Paramount.  Hasta su adolescencia, Gortner y sus padres viajaron por los Estados Unidos celebrando reuniones de avivamiento, ya en 1951 su hermano menor Vernoe había sido incorporado al acto. Además de enseñarles pasajes de  las escrituras a Marjoe, sus padres también le enseñaron varias tácticas para recaudar dinero, incluida la venta de artículos supuestamente "sagrados" en los avivamientos. Prometía que tales artículos podrían usarse para curar a los enfermos y moribundos.
Para cuando tenía dieciséis años, su familia había acumulado una fortuna estimada en tres millones de dólares. Poco después del decimosexto cumpleaños de Gortner, su padre se fugó con el dinero. Desilusionado, Gortner abandonó a su madre en San Francisco.[cita requerida]
En los años que siguieron Gortner se tomó un descanso de la predicación. Se volvió resentido con sus padres culpándolos por la infancia que le habían impuesto. A los 20 años Gortner consideró demandar a sus padres, pero finalmente declinó.

## Carrera
Gortner pasó el resto de su adolescencia como un beatnik itinerante. Presionado por la falta de dinero cuando tenía poco más de veinte años, decidió poner en práctica sus antiguas habilidades y resurgió en el circuito de predicación con un carismático espectáculo basado en el modelo de las estrellas de rock contemporáneas, especialmente Mick Jagger de los Rolling Stones. Hizo suficiente dinero para tomarse seis meses de descanso cada año regresando a California y viviendo de sus ganancias antes de regresar al circuito. [cita requerida]
A fines de la década de 1960, Gortner experimentó una crisis de conciencia sobre su doble vida. Decidió que sus talentos interpretativos podrían ser utilizados como actor o cantante. Cuando se le acercaron los documentalistas Howard Smith y Sarah Kernochan, acordó dejar que su equipo de filmación lo siguiera a lo largo de 1971 en una gira final de reuniones de avivamiento en California, Texas y Michigan. 
Sin el conocimiento de todos los involucrados, incluido, en un momento, su padre, dio entrevistas "detrás del escenario" a los cineastas entre sermones y avivamientos, algunos incluidos otros predicadores, explicando detalles íntimos de cómo él y otros ministros operaban. Los cineastas también filmaron imágenes de él mientras contaban el dinero que había recaudado durante el día, más tarde en su habitación de hotel. La película resultante, Marjoe , ganó el Premio de la Academia de 1972 al mejor documental.
Gortner capitalizó el éxito del documental. La revista Oui lo contrató para cubrir Millennium '73, un festival de noviembre de 1973 encabezado por el "niño gurú" Guru Maharaj Ji.  Editó un LP con Chelsea Records titulado Bad, but Not Evil  llamado así por su descripción de sí mismo en el documental.
Comenzó su carrera como actor con un papel destacado en The Marcus-Nelson Murders, capítulo piloto de 1973 para la serie de televisión Kojak. En 1974, hizo varias apariciones en cine y televisión. En la película del desastre, Terremoto , él era el sargento. Jody Joad,  un gerente de supermercado psicótico convertido en Guardia Nacional , el principal antagonista . Actuó en las películas de televisión The Gun and the Pulpit y Pray for the Wildcats y apareció en un episodio de Nakia, un drama policial de 1974 en ABC.
Gortner retrata a un traficante de drogas psicopáticas con toma de rehenes con Milton Katselas adaptación a la pantalla en 1979 de Mark Medoff  de cuando va a volver, Red Ryder? Actuó en una serie de películas B, incluyendo The Food of the Gods (1976), Bobbie Jo y el Outlaw (1976), y Starcrash (1978).
A principios de la década de 1980, Gortner presentó la serie de televisión reality de corta duración , Speak Up, America. También apareció con frecuencia en los especiales de 1980 Circus of the Stars. También interpretó a un predicador terrorista en un episodio de la segunda temporada de Airwolf, y apareció en Falcon Crest como el corrupto psíquico y médium "Vince Karlotti" (1986–87). Su último papel fue como predicador en el western Wild Bill (1995).

## Vida personal
En 1971, Gortner se casó con Agnes Benjamin, quien apareció en su documental. Desde 1978 hasta el 14 de diciembre de 1979, Gortner estuvo casado con la actriz Candy Clark. Hasta 2009, Gortner produjo torneos de golf y eventos de esquí de caridad de Celebrity Sports Invitational para recaudar fondos para organizaciones benéficas como Dream Foundation y Robert F. Kennedy, Jr. Waterkeeper Alliance jubilándose en enero de 2010. [cita requerida]

## Escenario y retrospectiva cinematográfica
En 2007, el Philadelphia Live Arts Festival le encargó al actor y escritor Brian Osborne que escribiera una obra de un solo hombre sobre Gortner. La obra, The Word , se estrenó en el Festival con Suli Holum como director y colaborador principal. En 2010, la obra fue recreada como The Word: A House Party for Jesus , con el director Whit MacLaughlin. La nueva obra se estrenó el 14 de octubre de 2010 en Filadelfia, Pensilvania y desde entonces se ha presentado en Nueva York (el Soho Playhouse), Los Ángeles , Filadelfia (el Festival NET 2011), y Pittsburgh, Pensilvania (el Teatro Kelly Strayhorn). ), con otras producciones previstas para Austin, Chicago y Minneapolis. 

En 2008, el Festival de Cine Subterráneo de Melbourne en Melbourne, Australia, realizó la primera retrospectiva de las obras cinematográficas de Marjoe Gortner como parte de su noveno festival.

## Filmografía
| Año 1973 | Historia "de Policía del título-Réquiem para un Informante | Rol Stanley    | Notas tv serie               |
| -------- | ---------------------------------------------------------- | -------------- | ---------------------------- |
| 1972     | Marjoe                                                     | Marjoe         | Documental                   |
| 1974     | Ruega para los Gatos monteses                              | Terry Maxon    | Película de televisión       |
| 1974     | La Pistola y el Púlpito                                    | Ernie Parsons  | Película de televisión       |
| 1974     | Terremoto                                                  | Jody Joad      |                              |
| 1976     | Bobbie Jo Y el Outlaw                                      | Lyle Wheeler   |                              |
| 1976     | Acapulco Oro                                               | Ralph Hollio   |                              |
| 1976     | La Comida de los Dioses                                    | Morgan         |                              |
| 1976     | Mayday a 40,000 Pies!                                      | Greco          | Película de televisión       |
| 1977     | Viva Knievel!                                              | Jessie         |                              |
| 1977     | Sidewinder 1                                               | Excavadora     |                              |
| 1978     | Starcrash                                                  | Akton          |                              |
| 1979     | ¿Cuándo vuelves, Red Ryder?                                | Teddy          |                              |
| 1983     | Mausoleo                                                   | Oliver Farrell |                              |
| 1984     | Guerreros de jungla                                        | Larry Schecter |                              |
| 1985     | Matt Houston                                               | Joseph Cañón   | Episodio: "El Ajustador"     |
| 1985     | Hellhole                                                   | Dr. Dane       |                              |
| 1987     | El Survivalist                                             | Lt. Youngman   |                              |
| 1989     | American Ninja 3: Blood Hunt                               | La Cobra       |                              |
| 1990     | Fuego, Hielo y Dinamita                                    | Dan Selby      |                              |
| 1995     | Factura salvaje                                            | Predicador     | (papel final de la película) |